# Putu (distrikt)
Putu är ett distrikt i Liberia.   Det ligger i regionen Grand Gedeh County, i den sydöstra delen av landet, 290 km öster om huvudstaden Monrovia.